# Wereldkampioenschap superbike van Donington 1996
Het wereldkampioenschap superbike van Donington 1996 was de tweede ronde van het wereldkampioenschap superbike 1996. De races werden verreden op 28 april 1996 op Donington Park in North West Leicestershire, Verenigd Koninkrijk.

## Race 1
| Pos | Nr | Rijder               | Constructeur | Rondes | Tijd         | Grid | Punten |
| --- | -- | -------------------- | ------------ | ------ | ------------ | ---- | ------ |
| 1   | 2  | Troy Corser          | Ducati       | 26     | 41:09.840    | 1    | 25     |
| 2   | 6  | Simon Crafar         | Kawasaki     | 26     | +5.270       | 2    | 20     |
| 3   | 4  | Anthony Gobert       | Kawasaki     | 26     | +11.710      | 4    | 16     |
| 4   | 7  | Pierfrancesco Chili  | Ducati       | 26     | +13.050      | 6    | 13     |
| 5   | 3  | Aaron Slight         | Honda        | 26     | +13.420      | 3    | 11     |
| 6   | 45 | Colin Edwards        | Yamaha       | 26     | +18.170      | 7    | 10     |
| 7   | 11 | John Kocinski        | Ducati       | 26     | +26.060      | 9    | 9      |
| 8   | 1  | Carl Fogarty         | Honda        | 26     | +31.160      | 8    | 8      |
| 9   | 5  | Wataru Yoshikawa     | Yamaha       | 26     | +37.600      | 12   | 7      |
| 10  | 8  | Piergiorgio Bontempi | Kawasaki     | 26     | +40.150      | 11   | 6      |
| 11  | 16 | Paolo Casoli         | Ducati       | 26     | +42.640      | 17   | 5      |
| 12  | 14 | Jochen Schmid        | Kawasaki     | 26     | +59.940      | 14   | 4      |
| 13  | 36 | Kirk McCarthy        | Suzuki       | 26     | +1:00.090    | 16   | 3      |
| 14  | 67 | Mike Hale            | Ducati       | 26     | +1:00.280    | 19   | 2      |
| 15  | 19 | Stéphane Chambon     | Ducati       | 26     | +1:12.920    | 20   | 1      |
| 16  | 96 | Niall Mackenzie      | Yamaha       | 26     | +1:16.320    | 15   |        |
| 17  | 49 | David Jefferies      | Honda        | 26     | +1:30.060    | 26   |        |
| 18  | 21 | Ray Stringer         | Kawasaki     | 25     | +1 ronde     | 24   |        |
| 19  | 31 | Ioannis Boustas      | Ducati       | 25     | +1 ronde     | 31   |        |
| 20  | 32 | Alex Buckingham      | Yamaha       | 25     | +1 ronde     | 34   |        |
| 21  | 15 | Bernard Haenggeli    | Honda        | 25     | +1 ronde     | 33   |        |
| 22  | 18 | Igor Jerman          | Kawasaki     | 25     | +1 ronde     | 27   |        |
| DNF | 69 | James Whitham        | Yamaha       | 25     | Uitgevallen  | 18   |        |
| DNF | 44 | Christer Lindholm    | Ducati       | 25     | Uitgevallen  | 13   |        |
| DNF | 52 | Ian Simpson          | Ducati       | 23     | Uitgevallen  | 25   |        |
| DNF | 50 | Dean Ashton          | Ducati       | 20     | Uitgevallen  | 30   |        |
| DNF | 34 | Michael Rutter       | Ducati       | 19     | Uitgevallen  | 29   |        |
| DNF | 24 | Anders Rasmussen     | Yamaha       | 14     | Uitgevallen  | 35   |        |
| DNF | 41 | Michaël Paquay       | Ducati       | 10     | Uitgevallen  | 22   |        |
| DNF | 53 | Shaun Muir           | Kawasaki     | 8      | Uitgevallen  | 32   |        |
| DNF | 57 | Graham Ward          | Ducati       | 3      | Uitgevallen  | 28   |        |
| DNF | 51 | Jim Moodie           | Ducati       | 1      | Uitgevallen  | 21   |        |
| DNS | 9  | Neil Hodgson         | Ducati       | 0      | Niet gestart | 5    |        |
| DNS | 10 | John Reynolds        | Suzuki       | 0      | Niet gestart | 10   |        |
| DNS | 22 | Matt Llewellyn       | Kawasaki     | 0      | Niet gestart | 23   |        |

## Race 2
| Pos | Nr | Rijder               | Constructeur | Rondes | Tijd         | Grid | Punten |
| --- | -- | -------------------- | ------------ | ------ | ------------ | ---- | ------ |
| 1   | 2  | Troy Corser          | Ducati       | 26     | 41:14.180    | 1    | 25     |
| 2   | 3  | Aaron Slight         | Honda        | 26     | +0.690       | 3    | 20     |
| 3   | 4  | Anthony Gobert       | Kawasaki     | 26     | +4.150       | 4    | 16     |
| 4   | 45 | Colin Edwards        | Yamaha       | 26     | +19.820      | 7    | 13     |
| 5   | 7  | Pierfrancesco Chili  | Ducati       | 26     | +25.220      | 6    | 11     |
| 6   | 11 | John Kocinski        | Ducati       | 26     | +27.430      | 9    | 10     |
| 7   | 1  | Carl Fogarty         | Honda        | 26     | +30.150      | 8    | 9      |
| 8   | 44 | Christer Lindholm    | Ducati       | 26     | +32.960      | 13   | 8      |
| 9   | 16 | Paolo Casoli         | Ducati       | 26     | +35.330      | 17   | 7      |
| 10  | 69 | James Whitham        | Yamaha       | 26     | +39.180      | 18   | 6      |
| 11  | 8  | Piergiorgio Bontempi | Kawasaki     | 26     | +40.540      | 11   | 5      |
| 12  | 5  | Wataru Yoshikawa     | Yamaha       | 26     | +49.760      | 12   | 4      |
| 13  | 96 | Niall Mackenzie      | Yamaha       | 26     | +50.430      | 15   | 3      |
| 14  | 36 | Kirk McCarthy        | Suzuki       | 26     | +50.700      | 16   | 2      |
| 15  | 19 | Stéphane Chambon     | Ducati       | 26     | +58.090      | 20   | 1      |
| 16  | 67 | Mike Hale            | Ducati       | 26     | +1:02.000    | 19   |        |
| 17  | 49 | David Jefferies      | Honda        | 26     | +1:31.880    | 26   |        |
| 18  | 34 | Michael Rutter       | Ducati       | 26     | +1:32.070    | 29   |        |
| 19  | 18 | Igor Jerman          | Kawasaki     | 25     | +1 ronde     | 27   |        |
| 20  | 57 | Graham Ward          | Ducati       | 25     | +1 ronde     | 28   |        |
| 21  | 31 | Ioannis Boustas      | Ducati       | 25     | +1 ronde     | 31   |        |
| 22  | 15 | Bernard Haenggeli    | Honda        | 25     | +1 ronde     | 33   |        |
| 23  | 32 | Alex Buckingham      | Yamaha       | 25     | +1 ronde     | 34   |        |
| DNF | 14 | Jochen Schmid        | Kawasaki     | 20     | Uitgevallen  | 14   |        |
| DNF | 6  | Simon Crafar         | Kawasaki     | 17     | Uitgevallen  | 2    |        |
| DNF | 51 | Jim Moodie           | Ducati       | 14     | Uitgevallen  | 21   |        |
| DNF | 53 | Shaun Muir           | Kawasaki     | 11     | Uitgevallen  | 32   |        |
| DNF | 52 | Ian Simpson          | Ducati       | 7      | Uitgevallen  | 25   |        |
| DNF | 50 | Dean Ashton          | Ducati       | 4      | Uitgevallen  | 30   |        |
| DNF | 21 | Ray Stringer         | Kawasaki     | 4      | Uitgevallen  | 24   |        |
| DNF | 41 | Michaël Paquay       | Ducati       | 2      | Uitgevallen  | 22   |        |
| DNS | 9  | Neil Hodgson         | Ducati       | 0      | Niet gestart | 5    |        |
| DNS | 10 | John Reynolds        | Suzuki       | 0      | Niet gestart | 10   |        |
| DNS | 22 | Matt Llewellyn       | Kawasaki     | 0      | Niet gestart | 23   |        |
| DNS | 24 | Anders Rasmussen     | Yamaha       | 0      | Niet gestart | 35   |        |

## Tussenstanden na wedstrijd
| Pos | Nr | Rijder              | Team     | Punten |
| --- | -- | ------------------- | -------- | ------ |
| 1   | 2  | Troy Corser         | Ducati   | 90     |
| 2   | 11 | John Kocinski       | Ducati   | 69     |
| 3   | 7  | Pierfrancesco Chili | Ducati   | 56     |
| 4   | 3  | Aaron Slight        | Honda    | 52     |
| 5   | 6  | Simon Crafar        | Kawasaki | 46     |

1988 · 1989 · 1990 · 1991 · 1992 · 1993 · 1994 (I) · 1994 (II) · 1995 · 1996 · 1997 · 1998 · 1999 · 2000 · 2001 · 2007 · 2008 · 2009 · 2011 · 2012 · 2013 · 2014 · 2015 · 2016 · 2017 · 2018 · 2019 · 2021 · 2022 · 2023 · 2024 · 2025